# 水色 (SAYAKAの曲)
「水色」（みずいろ）は、SAYAKA（現：神田沙也加）の3枚目のシングル。2004年9月29日にSony Recordsより発売された。
自身3番目のヒット曲である。

## 概要
- 前作から一年ぶりとなったシングルで、作詞はSAYAKA、作曲はday after tomorrowのメンバーである北野正人が担当した。
- カップリング曲の「four hours」はSAYAKAが出演した金冠堂 “金柑のど飴” CMソングとしてオンエアされ、1980年代に話題となったパピプペンギンズと共演した。
- タイトルの “水色” はSAYAKAの好きな色から採られたものだという[2]。
- CCCD仕様でリリースされた。
- PVやTV出演での歌唱時には、鍵のネックレスを身に付けていた。

## 収録曲
全曲作詞：SAYAKA。
1. 水色 (5’ 23”)
作曲：北野正人／編曲：tasuku
2. four hours (4’ 10”)
作曲：北野正人／編曲：tasuku
  - 金冠堂 “金柑のど飴” CMソング。
3. 水色 (Backing Track) (5’ 23”)